# (12444) Prothoon
(12444) Prothoon, désignation internationale (12444) Prothoon, est un astéroïde troyen jovien.

## Description
(12444) Prothoon est un astéroïde troyen jovien, camp troyen, c'est-à-dire situé au point de Lagrange L5 du système Soleil-Jupiter. Il présente une orbite caractérisée par un demi-grand axe de 5,250 UA, une excentricité de 0,070 et une inclinaison de 30,8° par rapport à l'écliptique.
Il est nommé en référence au personnage de la mythologie grecque Prothoon, acteur du conflit légendaire de la guerre de Troie.

## Compléments